# Château-Guibert
Château-Guibert là một xã ở tỉnh Vendée trong vùng Pays de la Loire, Pháp. Xã này có diện tích 35,16 km², dân số năm 2006 là 1352 người. Xã này nằm ở khu vực có độ cao trung bình 46 mét trên mực nước biển.

## Biến động dân số
| Năm | 1962 | 1968  | 1975 | 1982  | 1990  | 1999  | 2006  |
| --- | ---- | ----- | ---- | ----- | ----- | ----- | ----- |
| Dân số | 981  | 1 020 | 941  | 1 074 | 1 066 | 1 107 | 1 352 |
| From the year 1962 on: No double counting—residents of multiple communes (e.g. students and military personnel) are counted only once. |      |       |      |       |       |       |       |